# Focus (òptica)

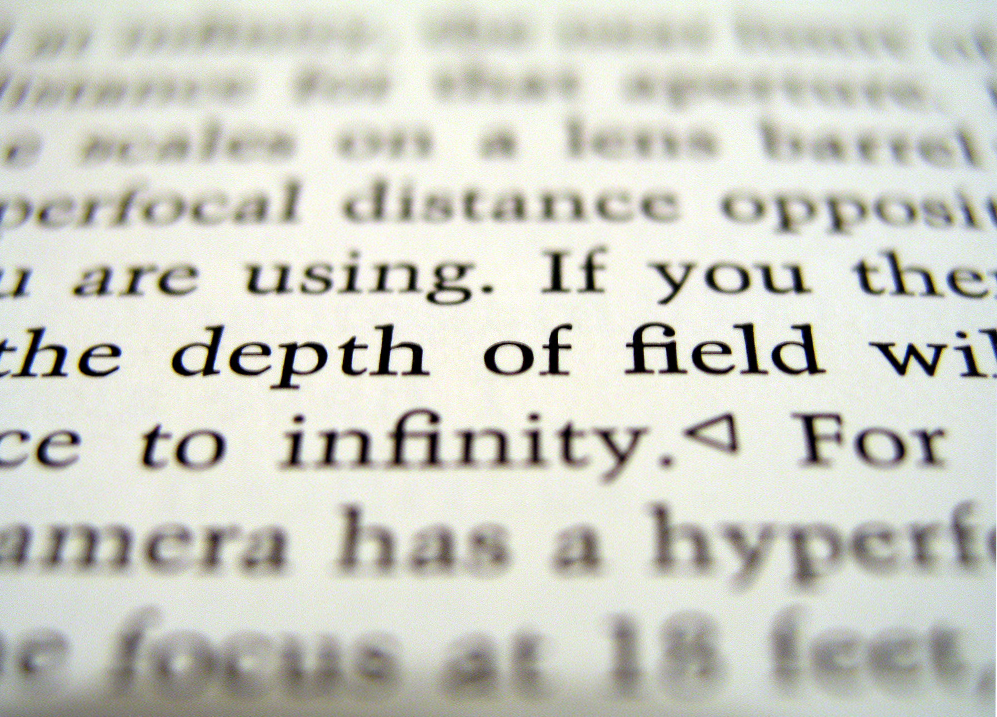
Imatge parcialment enfocada, però majoritàriament fora de focus en graus variables.

A òptica geomètrica un focus és el punt on convergeixen els rajos de llum originats des d'un punt en l'objecte observat. Encara que el focus és conceptualment un punt, físicament el focus té una extensió espacial, anomenada cercle borrós. Aquest enfocament no ideal pot ser causat per aberracions òptiques a la imatge. En absència d'aberracions d'importància, el menor cercle borrós possible és el disc d'Airy, el qual és causat per difracció de l'obertura del sistema òptic. Les aberracions tendeixen a fer-se pitjors en la mesura que augmenta el diàmetre de l'obertura, mentre que el disc d'Airy és menor en obertures grans.
Una imatge, o punt d'imatge, es diu que està en focus si la llum dels punts de l'objecte és convergit el més possible en la imatge, i fora de focus si la llum no és ben convergeixen. El límit entre això és algunes vegades definit utilitzant un criteri denominat cercle de confusió. Si un feix de raigs estret que es propaga en la direcció de l'eix òptic incideix sobre la superfície esfèrica d'un mirall o una lent prima, els raigs es reflecteixen o refracten de manera que es tallen, o semblen tallar, en un punt situat sobre l'eix òptic. La distància entre aquest punt (focus) i el mirall o lent s'anomena distància focal. Si les dues superfícies d'una lent no són iguals, aquesta pot tenir dues distàncies focals, segons quina sigui la superfície sobre la qual incideix la llum.

## Focus principals
En òptica geomètrica, en el cas d'un sistema centrat (és a dir, amb un eix de simetria de revolució), hi ha dos focus principals anomenats focus objecte.(o objecte). La posició d'aquests focus es pot determinar mitjançant diversos mètodes, anomenats focometria, dels quals l'autocol·limació n'és un.
En un sistema òptic convergent, els raigs lluminosos incidents a F F surten paral·lels a l'eix òptic principal. En un sistema divergent, els raigs lluminosos incidents cap a F F surten paral·lels a l'eix òptic principal. El focus de l'objecte és real si està situat abans de la cara d'entrada del sistema òptic; és virtual si està situat després.

Exemples
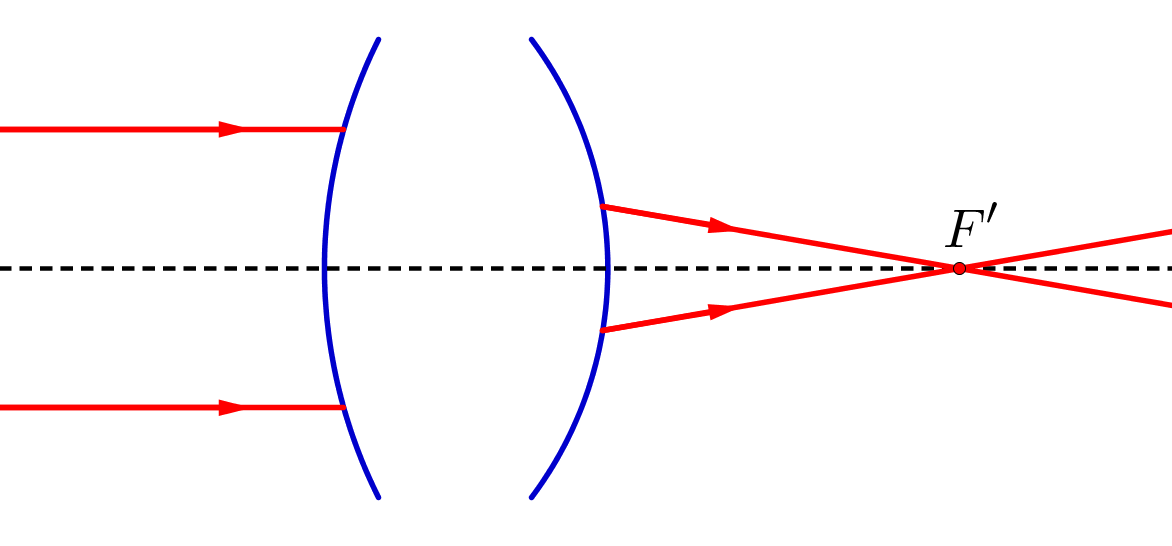
Sistema òptic convergent
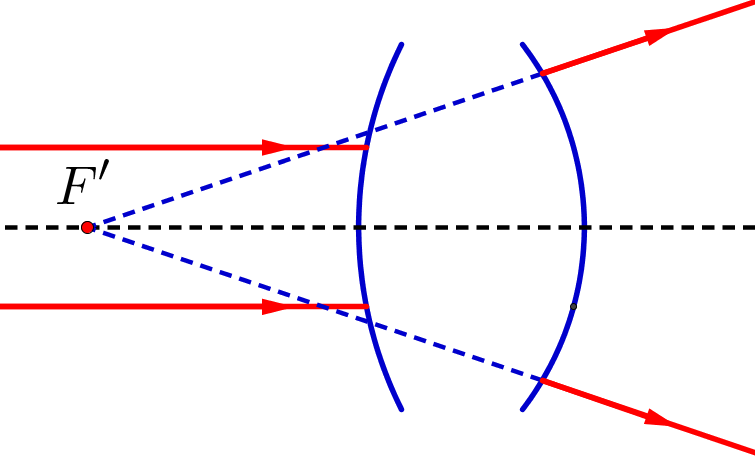
Sistema òptic divergent
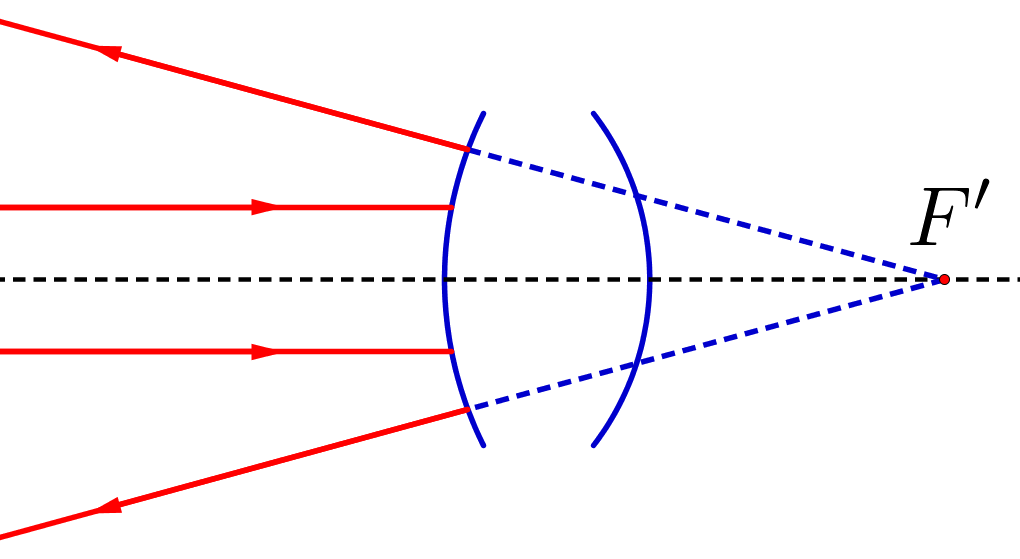
Sistema òptic divergent amb un nombre imparell de reflexions

Els raigs incidents paral·lels a l'eix òptic surten passant per F ′ F' per a un sistema òptic convergent i semblant procedir de F ′ F' per a un sistema divergent. El focus de la imatge és real si està situat després de la cara de sortida del sistema òptic; és virtual si està situat abans.

Exemples
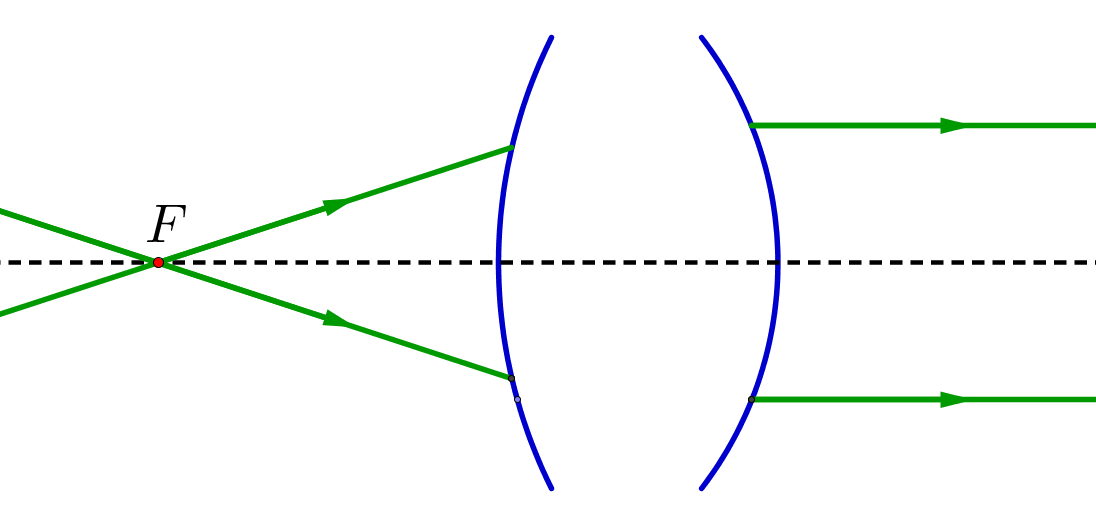
Sistema òptic convergent
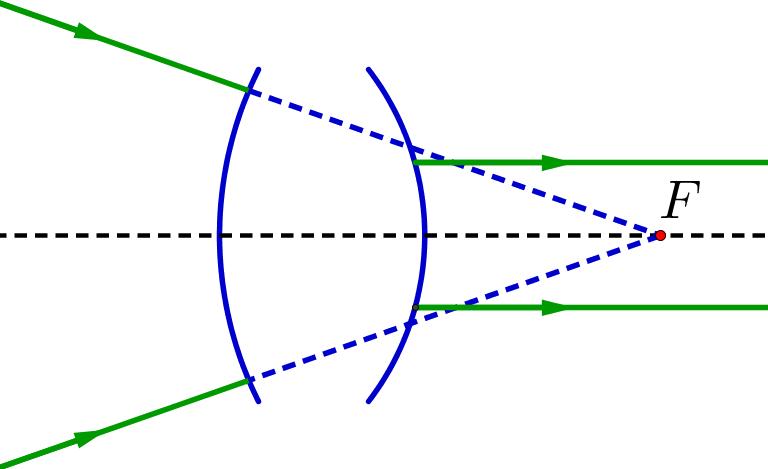
Sistema òptic divergent
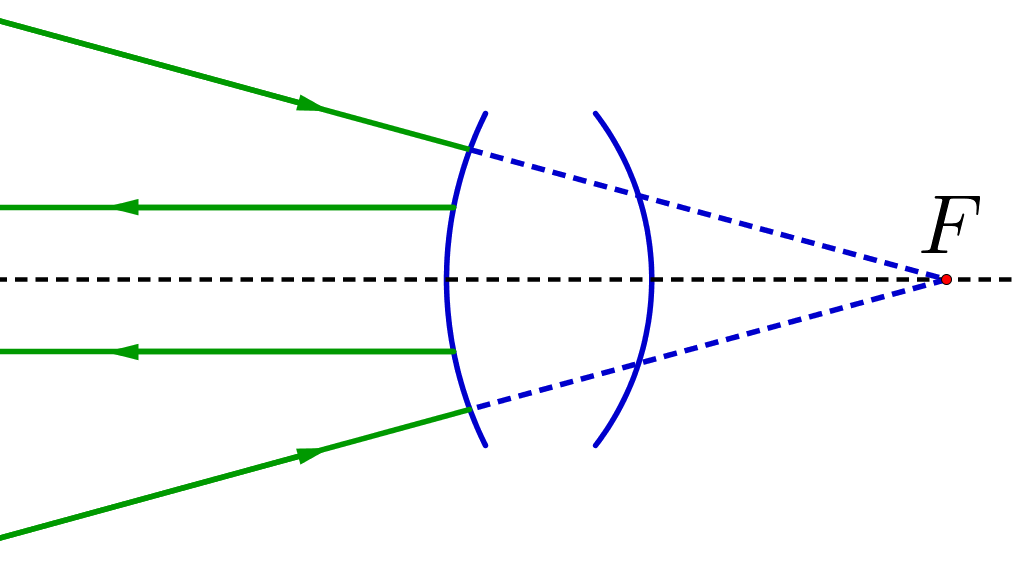
Sistema òptic divergent amb un nombre imparell de reflexions

En els casos en què el sistema òptic no és centrat, sinó que presenta altres simetries (lents astigmàtiques, lents cilíndriques), es poden definir diverses distàncies focals en funció de l'eix estudiat.
Un sistema afocal és un sistema estigmàtic sense enfocament de l'objecte ni de la imatge. En ser estigmàtic, significa que els raigs que entren en el sistema paral·lels entre si també en surten paral·lels entre si. També es pot considerar com un sistema els focus del qual han estat rebutjats en l'infinit.

## Focus secundaris
Els focus secundaris (en oposició als focus principals) són els focus de la imatge o de l'objecte connectats a feixos de llum paral·lels entre si però no paral·lels a l'eix òptic.
Tots els focus secundaris de la imatge (respectivament de l'objecte) estan continguts al pla focal de la imatge (respectivament de l'objecte), que correspon al pla perpendicular a l'eix òptic i que passa pel focus de la imatge (respectivament de l'objecte).

## Casos particulars

### Miralls
Segons el principi de la tornada inversa de la llum, els miralls tenen la particularitat de tenir els seus focus imatge i objecte fusionats. El mateix passa amb tots els sistemes òptics centrats amb un nombre imparell de miralls. Per això, en endavant parlarem en general de "focus" en lloc de "focus primari de l'objecte o de la imatge".
- Miralls plans: un mirall pla es pot considerar com un sistema afocal, o com un sistema els focus del qual s'han rebutjat a l'infinit. En efecte, els raigs que arriben paral·lels al mirall surten paral·lels entre si. Els miralls plans donen una imatge que és virtual i simètrica amb l’objecte respecte al pla del mirall, i, a més de l’ús domèstic, són emprats en nombrosos aparells, com les cambres fotogràfiques reflex.
- Miralls esfèrics: els miralls esfèrics tenen el seu focus a mig camí entre el centre (centre geomètric del casquet esfèric que forma el mirall) i el vèrtex del mirall (intersecció del mirall amb l'eix òptic). Si el mirall és còncau, el focus és real; si és convex, el focus és virtual.
- Miralls parabòlics: el focus d'un mirall parabòlic coincideix amb el focus de la paràbola en la definició matemàtica. Els miralls parabòlics són sistemes rigorosament estigmàtics per al focus principal.[8]

### Lents

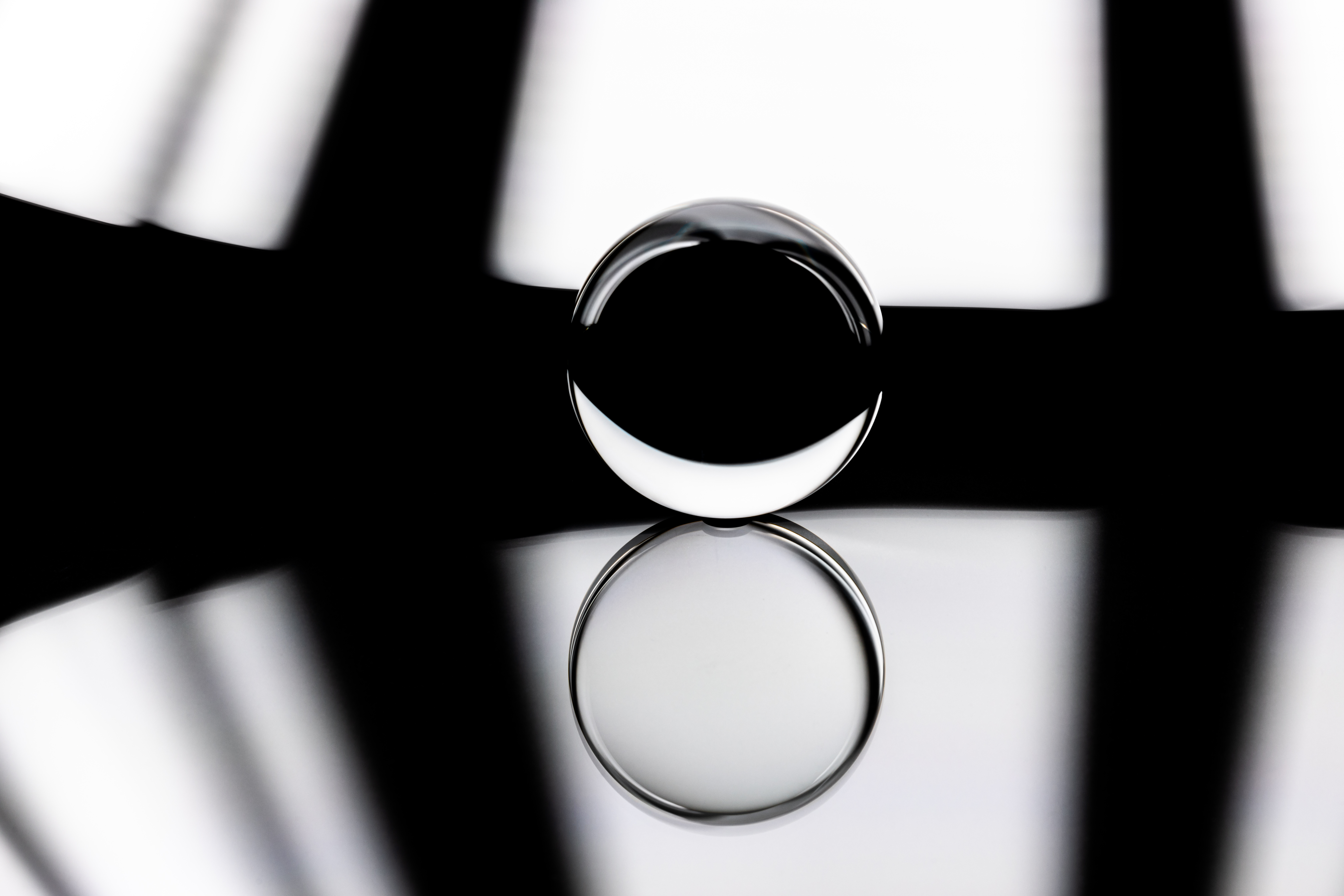
Experiment amb una lent

Lents convergents: una lent convergent té el focus imatge després de la lent, i el focus objecte abans de la lent. Tots dos focus són reals.
Lents divergents: una lent divergent té el focus imatge abans de la lent i el seu focus objecte després de la lent. Tots dos focus són virtuals.